# Procopio Bonifacio
Procopio Bonifacio (ur. 1873, zm. 10 maja 1897) – filipiński działacz niepodległościowy.

## Życiorys
Urodził się w manilskiej Tondzie jako drugie najmłodsze z pięciorga dzieci Santiaga Bonifacio i Cataliny de Castro. Wcześnie osierocony, imał się różnych zajęć. Wytwarzał i sprzedawał między innymi papierowe wachlarze oraz drewniane laski. Wreszcie dzięki kontaktom najstarszego brata udało mu się dostać pracę na stacji kolejowej w Tutuban.
Wcześnie włączył się w działalność Katipunanu, tajnej organizacji, której celem było wyzwolenie Filipin spod kolonialnego panowania Hiszpanii. Nie bez znaczenia był tutaj i fakt, iż jednym ze współzałożycieli a od 1895 najwyższym przywódcą był jego starszy brat Andrés. Stanął na czele lokalnych struktur organizacji w rodzinnym Tondo, przewodząc jej oddziałowi znanemu jako Tanglaw. Wraz z Emilio Jacinto oraz Candido Tironą włączył się w konspiracyjne działania grupy w Cavite. Wniósł przy tym istotny wkład w ekspansję Katipunanu w Imus, Novelecie a także Kawit. Pomagał też w zdobywaniu funduszy, niekiedy w niekonwencjonalny sposób. W 1895 udało mu się na przykład przekonać dwóch powracających właśnie z Australii Filipińczyków, by swą wygraną w loterii przeznaczyli na zakup prasy drukarskiej dla Katipunanu.
Był naocznym świadkiem wybuchu rewolucji filipińskiej z 1896. W kolejnych miesiącach został uwikłany w walki frakcyjne między swoim bratem, najwyższym przywódcą antyhiszpańskiego zrywu w pierwszych miesiącach a generałem Emilio Aguinaldo. W ich też wyniku został pojmany i oskarżony o zdradę. Pospiesznie osądzony a następnie stracony w górach nieopodal Maragondon. Zapisał się w filipińskiej pamięci zbiorowej, postawiono mu pomnik w Maragondon.